# 高捷少女角色形象歌曲 Station.1
《高捷少女角色形象歌曲 Station.1》是臺灣高雄捷運虛擬代言人高捷少女的第一張單曲專輯。於2016年1月30日在第27屆開拓動漫祭首次發售，亦於買動漫上架，已於2017年2月下架。

## 概要
高捷少女系列首張專輯《高捷少女角色形象歌曲 Station.1》中，收錄2015年8月6日發布的小穹形象歌曲「下一站．與你 」
，以及艾米莉亞的形象歌曲「未完成START」、也是《前進吧！高捷少女 Initiating Station》遊戲主題曲，兩首歌曲一同收錄在其中。

## 收錄歌曲
1. 下一站．與你 （3:30）
演唱：小穹(聲：KSP)，作詞：茶米(dav) ，作曲、編曲：3R2
2. 未完成START （3:59）
《前進吧！高捷少女 Initiating Station》遊戲主題曲
演唱：艾米莉亞(聲：薛南)，作詞：Uniparity ，作曲、編曲：EAjRock
3. 下一站．與你（Instrumental）
4. 未完成START（Instrumental）

## 後續發布
為刺激專輯銷量，負責錄製此專輯的艾耳音樂於3月釋出消息，表示將在專輯訂購至一定數量之後將有可能籌備進行其餘兩位角色的歌曲，且最快將於秋季開始錄製。並於隔年2017年2月公布婕兒的角色歌。
截至2017年7月，由於雙方合作契約已經到期等相關因素，仍暫時並沒有對外公布後續歌曲的消息(官方指出目前雙方權利金談不攏)。
合約到期後，雖然歌曲在KKBOX與Spotify可以找得到，但是專輯封面已移除高捷少女的部分，也改為Station.1。
2018年1月，粉絲於官方粉絲俱樂部詢問結果，艾耳音樂將與希萌創意繼續談權利金部份，也已經準備好最終合約，將與希萌創意繼續討論。
2018年1月22日，艾耳音樂表示一切順利，將在一兩個星期內公佈電子專輯與PV，並開放免費下載3週。。
2018年1月27日晚上7點，艾耳音樂正式公佈Station.2，收錄婕兒形象歌曲《Recharge!》和耐耐形象歌曲《約定，別說再見》，並且開放專輯免費下載至同年4月30日。
2018年4月30日，關閉下載。

## 相關頁面
- 高雄捷運
- 高捷少女
- 前進吧！高捷少女 Initiating Station

## 註譯
1. ↑  . 買動漫. 2016-01-27  [2017-10-21]. （原始内容存档于2016-06-30） （中文（臺灣））.
2. ↑  巴哈姆特. . 2015年8月5日  [2016年4月30日]. （原始内容存档于2017年10月22日） （中文（臺灣））.
3. ↑  .   [2016-04-30]. （原始内容存档于2017-05-12）.
4. ↑  官方粉絲團發布-【完整版】艾米莉亞形象歌曲「未完成START」 （页面存档备份，存于）(已失效)
5. ↑  . 艾耳音樂-官方粉絲團. 2016-03-12  [2017-10-21]. （原始内容存档于2019-08-01） （中文（臺灣））.
6. ↑  . 艾耳音樂-官方粉絲團. 2016-04-14  [2017-10-21]. （原始内容存档于2019-07-31） （中文（臺灣））.
7. ↑  中天新聞. . 2017年2月14日  [2017年10月22日]. （原始内容存档于2019年7月17日） （中文（臺灣））.
8. ↑  . Facebook. 2018-01-09  [2018-01-09] （中文（臺灣））.
9. ↑  . Facebook. 2016-03-12  [2018-01-22]. （原始内容存档于2019-08-02） （中文（臺灣））.
10. ↑  . Facebook 艾耳音樂-官方粉絲團. 2018-01-27  [2018-02-01]. （原始内容存档于2022-04-29） （中文（臺灣））.
11. ↑  . GNN新聞網-巴哈姆特. 2018-02-02  [2018-02-03]. （原始内容存档于2018-02-03） （中文（臺灣））.